# Los Pous de Miret
Los Pous de Miret és un paratge actualment convertit en camps de conreu del municipi de Castell de Mur, al Pallars Jussà, a l'antic terme de Mur, en terres del poble de Vilamolat de Mur.
Estan situats al sud-oest de Casa Josep, on pertanyen, i al nord-oest i molt a prop de Vilamolat de Mur, al sud de la Bancalada de Josep.